# 1994년 채권시장위기
1994년 채권시장위기(1994年 債券 市場危機)또는 채권 대학살은 채권가격이 선진국 전체에서 급락한 사건을 뜻한다. 대학살로 기억될 만큼 채권 가격이 폭락하면서 금융시장에 큰 충격을 줬으며 미국과 일본에서 처음 발생하여 전세계로 퍼졌고 1990년대 초반에 있었던 경기 침체 이후 많은 선진국이 역사적으로 낮은 이자율이 유지하면서, 주택담보대출을 받은 사람들을 포함한 채권 투자자들에게 예상치 못한 큰 변동성이 발생하여 1994년 금리가 크게 오르고 채권 시장의 변동성이 나라를 넘어 빠르게 퍼지면서 국채 수익률이 예상을 뛰어넘어 채권과 부채 펀드가 대량 매도되었다. 특히 만기가 긴 채권에서 그 영향이 두드러져 일부 금융 전문가들은 채권 가격 폭락이 연준의 2월 물가상승을 억제하기 위해 금리를 25 bp 인상한 결정이 원인이라 주장하였다. 1994년의 폭락으로 인해 전 세계적으로 약 1조 5천억 달러의 시장 가치의 손실이 발생하여, 1927년 이후 채권 투자자들에게 최악의 금융 사건으로 여겨지고 있다.

## 배경

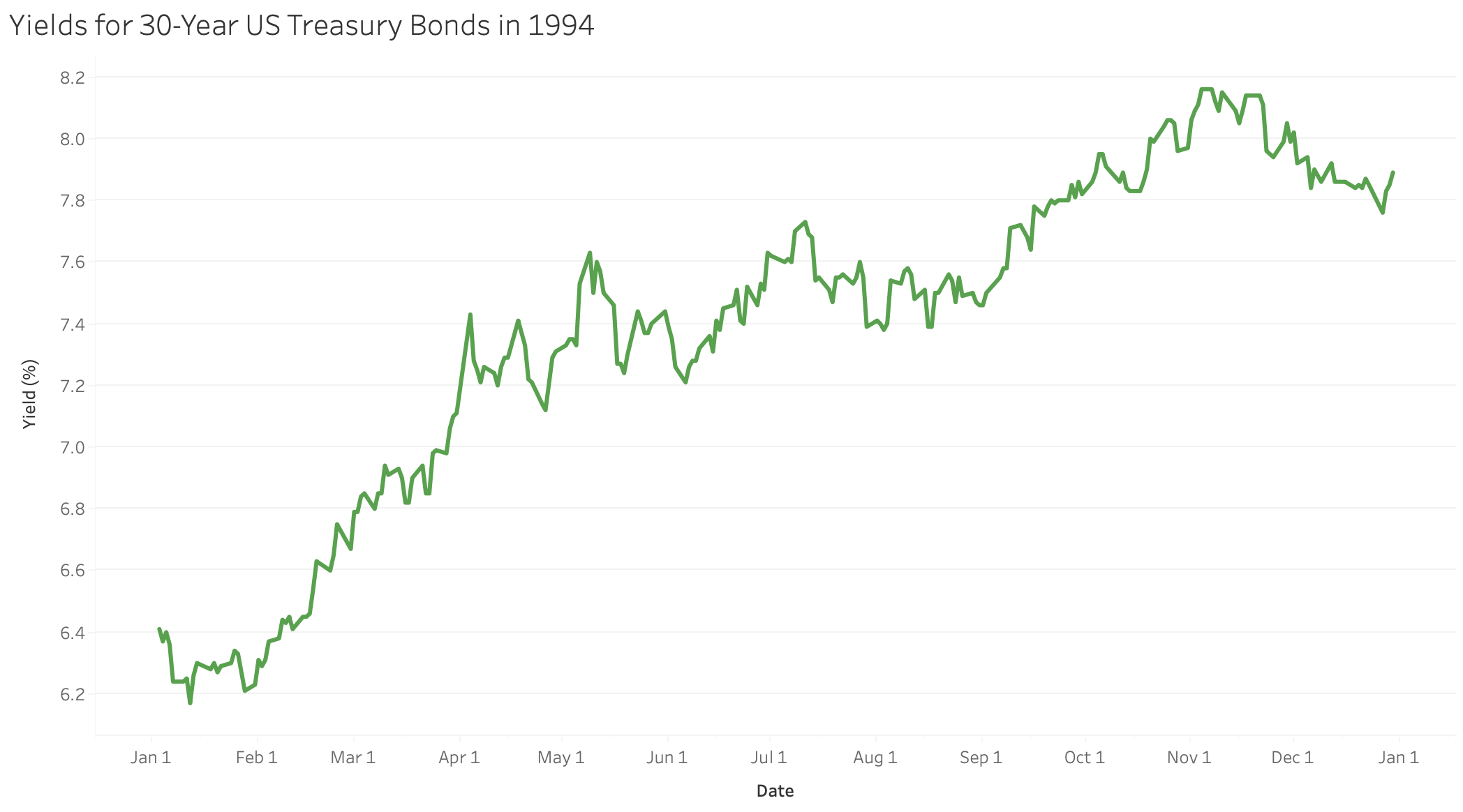
1994년 기준 30년 미국 국채 수익률을 나타낸 선 그래프이다. 채권의 수익률은 1월 12일 6.17%에서 11월 4일 8.16%로 상승했습니다.

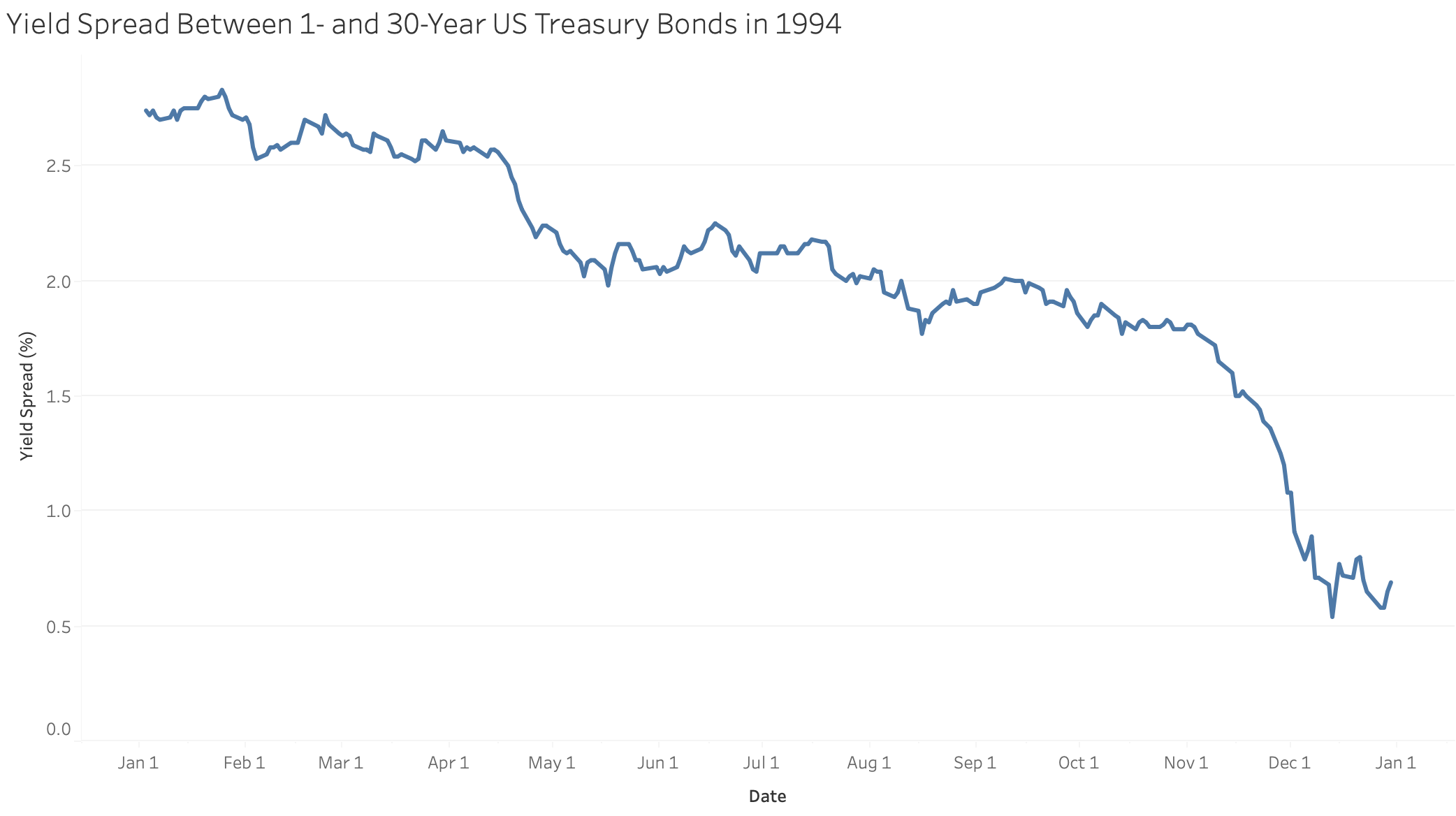
1994년 동안 1년과 30년 미국 국채 수익률 차이를 나타낸 선 그래프입니다. 원래 1월 25일에는 2.83%였으나, 이 채권 간의 스프레드는 12월 13일까지 0.54%로 떨어졌습니다.

## 같이 보기
- 블랙 먼데이(1987)
- 1990년대 초반 경기 침체
- 고수익 부채
- 멕시코 페소 위기
- 수익률 곡선

## 참고문헌
1. 1 2  Ehrbar, Al (2013년 2월 3일). “The great bond massacre (Fortune, 1994)”. 《Fortune》. 2015년 1월 2일에 원본 문서에서 보존된 문서. 2017년 6월 24일에 확인함.
2. ↑  Mackenzie, Michael (2013년 3월 19일). “Markets: The ghosts of '94”. 《Financial Times》. 2019년 1월 11일에 원본 문서에서 보존된 문서. 2017년 6월 24일에 확인함.
3. ↑  Mattich, Alen (2010년 12월 29일). “Investors Should Remember 1994”. 《The Wall Street Journal》. 2010년 12월 31일에 원본 문서에서 보존된 문서. 2017년 6월 24일에 확인함.
4. ↑  Hurtado, Robert (1994년 2월 19일). “Rising Interest Rates Create Predicament For Federal Reserve”. 《The New York Times》. 2015년 5월 26일에 원본 문서에서 보존된 문서. 2021년 9월 17일에 확인함.
5. ↑  Lebherz, James (1995년 1월 1일). “For Bond Investors, 1994 Was a Year to Forget”. 《The Washington Post》. 2021년 9월 17일에 확인함.